# Henri Cordier (alpiniste)
Pour les articles homonymes, voir Henri Cordier et Cordier (homonymie).
Henri Cordier ou Henry Cordier, né le 1er octobre 1855 à Bagnères-de-Bigorre et mort à la combe du Plaret le 7 juin 1877, est un alpiniste français. 

## Biographie
Neveu par alliance de Louis Ramond de Carbonnières, Henri Cordier poursuit des études à l'École libre des sciences politiques, fondée en 1872. Il est d'abord naturellement attiré par les Pyrénées qu'il parcourt en 1874 avant de visiter les Alpes suisses l'année suivante. Sa brève carrière alpine, alliant talent et audace, se concentre sur la saison 1876 ; il réussit alors onze premières. Cordier est le premier Français, comme client pendant l'âge d'or de la conquête des Alpes dans la seconde moitié du XIXe siècle, à atteindre le niveau des Anglais de l'Alpine Club, réalisant avec ses guides des premières importantes dans le massif du Mont-Blanc et dans les Alpes du Dauphiné (le massif des Écrins).

## Ascensions
- 1874 - Mont Perdu, Vignemale et pic du Midi d'Ossau
- 1876 - Tentative à la Meije (alors un des derniers grands sommets vierges), en face Nord par les Corridors, avec les guides Jakob Anderegg, Andreas Maurer et J. Bouillet (de la Grave), le 21 juin
- 1876 - Aiguille du Plat de la Selle avec les guides Jakob Anderegg et Andreas Maurer, le 28 juin[2]
- 1876 - Arête Sud du Râteau avec Jakob Anderegg et Andreas Maurer, le 3 juillet
- 1876 - Arête SE du Finsteraarhorn avec Jakob Anderegg et Kaspar Maurer, le 15 juillet[3]
- 1876 - Couloir Cordier en face Nord de l'aiguille Verte avec Thomas Middlemore, J. O. Maund et les guides Jakob Anderegg, Andreas Maurer et Johann Jaun, le 31 juillet[3]
- 1876 - Voie Cordier en face Nord des Courtes avec Thomas Middlemore, John Oakley Maund et les guides Jakob Anderegg, Andreas Maurer et Johann Jaun, le 4 août[3]
- 1876 - Les Droites (sommet Est, point culminant à 4 000 m), avec T. Middlemore, J. O. Maund et les guides Jakob Anderegg, Johann Jaun et Andreas Maurer, le 7 août
- 1876 - Tentative à l'arête Nord du piz Bernina, qu'il déclare « absolument impossible » (elle est gravie deux ans plus tard), le 12 août
- 1877 - Nouvelle tentative à la Meije par le glacier du Tabuchet avec Jakob Anderegg et Andreas Maurer, le 1er juin
- 1877 - Le Plaret, avec Jakob Anderegg et Andreas Maurer, le 7 juin[2]

## L'accident
C'est en redescendant du Plaret qu'il se tue, en se noyant dans un torrent sous un névé, à 21 ans. Selon Henri Beraldi, Cordier avait une très mauvaise vue, mais refusait par coquetterie de porter des lunettes. Alors qu'il s'amusait à glisser sur la pente neigeuse, il fut alerté par ses guides et leur répondit « Ne vous inquiétez pas, je vais m'arrêter sur ce rocher noir ». Ce n'était pas un rocher, c'était un trou…
Le pic de Neige Cordier au-dessus du glacier Blanc dans le massif des Écrins, gravi pour la première fois le 3 août 1877, par Paul Guillemin, Émile Pic et Pierre Estienne, fut baptisé en son honneur.